# Johannes Dahl
Gustaf Johannes Dahl, född 7 maj 1886 i Säby församling, Jönköpings län, död 1 augusti 1953 i Säby församling, Jönköpings län, var en svensk arkitekt.
Dahl, som var son till disponent Carl Petter Johansson och Ida Dahl, avlade studentexamen i Linköping 1906, utexaminerades från Kungliga Tekniska högskolan 1910 och studerade vid Kungliga Konsthögskolan 1912–1914. Han var ritare hos Carl Westman vid rådhusbyggnadsbyrån i Stockholm 1910–1911, hos Sigurd Curman 1911, hos Elis Benckert 1912, hos arkitektfirman Höög & Morssing 1913, hos Ivar Tengbom 1914–1916. Han tjänstgjorde utom stat i Byggnadsstyrelsen från 1918 och var stadsarkitekt i Tranås 1939–1947. Han bedrev egen arkitektverksamhet i Stockholm och senare i Tranås. 
Av Dahls projekt och utförda arbeten kan nämnas hotell i Insjön (1920), krematorium i Vetlanda (1935), restaurering av Masreliez-våningen i Hotell Östergötland i Stockholm (1924), restaurering av ett 100-tal kyrkor samt skolor, stadshus i Vetlanda och privatbostäder. Han var även arkitekt för ett tiotal utställningar. Han var ledamot av styrelsen för avdelningen för arkitektur inom Svenska Teknologföreningen 1917–1919.